# Lijst van beelden in Dijk en Waard
Dit is een (onvolledige) chronologische lijst van beelden in Dijk en Waard. Onder een beeld wordt hier verstaan elk driedimensionaal kunstwerk in de openbare ruimte van de Noord-Hollandse gemeente Dijk en Waard, waarbij beeld wordt gebruikt als verzamelbegrip voor sculpturen, standbeelden, installaties, gedenktekens en overige beeldhouwwerken.

## Heerhugowaard
- De plaats Heerhugowaard telt ten minste 34 beelden. Zie Lijst van beelden in Heerhugowaard voor een overzicht.

## Overige plaatsen
| Geplaatst | Omschrijving                                                | Kunstenaar                                                 | Straat                                         | Plaats             | Materiaal | Afbeelding |
| --------- | ----------------------------------------------------------- | ---------------------------------------------------------- | ---------------------------------------------- | ------------------ | --------- | ---------- |
| 1910      | Jezus van het Heilig Hart                                   | onbekend                                                   | Middenweg, aan de gevel van de Heilig Hartkerk | De Noord           | steen     |            |
| 1946      | Verzetsmonument                                             | Aad Oosterlee en mw. Moeijes                               | Bovenweg 314                                   | Sint Pancras       | Baksteen  |            |
| 1957      | Oorlogsmonument De Stier                                    | J.M. Roosenburg                                            | Charlotte van Bourbonstraat                    | Noord-Scharwoude   | Brons     |            |
| 1970      | Monument voor A.V.H. Destrée                                | Gerard van der Leeden                                      | A.V.H. Destréelaan                             | Sint Pancras       | Brons     |            |
| 1973      | Vogels                                                      | Pauline Eecen                                              | Dorpsstraat 820                                | Oudkarspel         |           |            |
| 1990      | De Aren                                                     | Robert Mayo                                                | Dorsvlegel                                     | De Noord           |           |            |
| 1996      | titel onbekend (zes sporters - volleybal, voetbal, korfbal) | Rien van Holland                                           | Middenweg/Rozenhoutstraat                      | De Noord           |           |            |
| 2000      | Moeder Anna leert Maria het Heilige Schrift lezen           | anonieme kunstenaar van het Sint Lioba klooster in Egmond. | Sint Annaplein                                 | De Noord           | brons     |            |
| 2001      | Kloetende tuinder                                           | John Bier                                                  | Bovenweg                                       | Sint Pancras       | Brons     |            |
| Onbekend  | Christus Goede Herder                                       | Frans Balendong                                            | Dorpsstraat 518                                | Noord-Scharwoude   | Keramiek  |            |
| Onbekend  | Sint Maarten                                                | Onbekend                                                   | Voorburggracht 425                             | Oudkarspel         | Keramiek  |            |
| Onbekend  | Onbekend                                                    | Onbekend                                                   | Museumweg 1                                    | Broek op Langedijk | Onbekend  |            |
| Onbekend  | Onbekend                                                    | Onbekend                                                   | Dorpsstraat                                    | Oudkarspel         | Onbekend  |            |